# Scutellaria havanensis
Scutellaria havanensis är en kransblommig växtart som beskrevs av Nikolaus Joseph von Jacquin. Scutellaria havanensis ingår i Frossörtssläktet som ingår i familjen kransblommiga växter. Inga underarter finns listade i Catalogue of Life.